# Koffi Sama

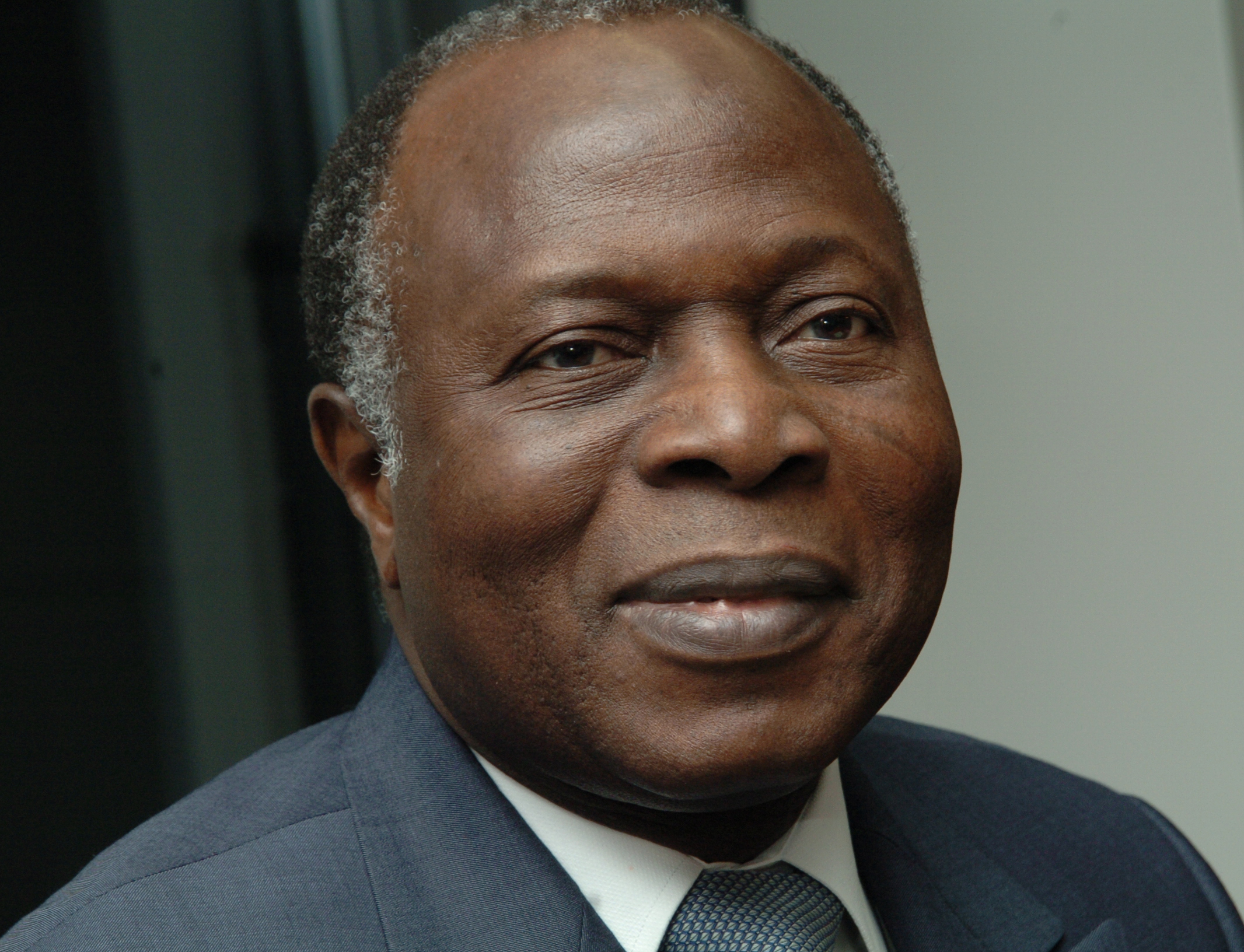
Koffi Sama

Koffi Sama (* 1944 in Amoutchou, Ogou) war von 2002 bis 2005 Premierminister von Togo.
Nach Abschluss seiner Schulausbildung ging Sama 1966 nach Frankreich, wo er an der École Nationale Vétérinaire in Toulouse ein Studium der Veterinärmedizin aufnahm. Nach seiner Promotion kehrte er 1972 nach Togo zurück.
Sama arbeitete in verschiedenen Verwaltungsfunktionen. Unter anderem war er Leiter der nationalen Behörde für Schlacht- und Kühlhäuser (ONAF). 1981 wurde er von Staatspräsident Gnassingbé Eyadéma zum Minister für Jugend, Sport und Kultur ernannt. Dieses Amt hielt er bis 1984 inne.
Von 1990 bis 1996 war er Direktor der togoischen Baumwollgesellschaft SOTOCO. Es folgten weitere Aufgaben im Kabinett als Gesundheitsminister und Minister für Bildung und Forschung. Außerdem wurde er 1999 in die Nationalversammlung gewählt.
Am 29. Juni 2002 löste er Agbeyome Kodjo im Amt des togoischen Premierministers ab.
| Personendaten    | Personendaten                                  |
| ---------------- | ---------------------------------------------- |
| NAME             | Sama, Koffi                                    |
| KURZBESCHREIBUNG | togoischer Politiker, Premierminister von Togo |
| GEBURTSDATUM     | 1944                                           |
| GEBURTSORT       | Amoutchou, Ogou                                |